# 巴尔赫省
巴尔赫省（波斯語：د بلخ ولايت）是阿富汗34個省份之一，位於阿富汗北部。巴爾赫省有15個縣 ，人口約124.5萬人，是一個多民族省份，主要說波斯語。巴爾赫省的省會是馬扎里沙里夫。馬扎里沙里夫國際機場與馬爾馬勒營位於馬扎里沙里夫的東緣。
省名衍生自巴爾赫古城，鄰近現時的位置。馬扎里沙里夫是由遠東至中東、地中海和歐洲貿易路線的重要停靠點。省內有著名景點藍色清真寺，一度被成吉思汗破壞，後來由帖木兒重建。
巴爾赫城和巴爾赫省地區被視為歷史豐富地區的一部份，包括亞利安納和大呼羅珊。
巴爾赫省如今是阿富汗第二大前往中亞的通道，另一條是昆都士省的謝爾汗班達。

## 行政区划
巴尔赫省下辖有14个县。

## 外部連結
- 维基共享资源上的相關多媒體資源：巴尔赫省